# Bengtsheden
Bengtsheden est une ville de la commune de Falun dans le Comté de Dalécarlie en Suède.
Sa population était de 530 habitants en 2010.